# Большев Логін Миколайович
Ло́гін Микола́йович Большев (6 березня 1922 — 29 серпня 1978) — радянський математик, фахівець у галузі математичної статистики і теорії ймовірностей. Доктор фізико-математичних наук, професор Московського державного університету імені М. В. Ломоносова, член-кореспондент АН СРСР (1974).

## Біографія
Народився 6 березня 1922 року в Москві.
У червні 1940 року закінчив московську середню школу № 118, в жовтні радянський військоммат призвав його до лав РККА. Спочатку проходив службу в піхоті, потім, у червні 1941 року почав навчання у Військово-авіаційній школі.
У серпні 1944 року направлений на 1-й Український фронт, де брав участь у бойових діях як льотчик-винищувач. Брав участь у боях на території Польщі, Німеччини, Угорщини, штурмі Берліна і празькій операції. За роки Німецько-радянської війни здійснив близько 22 бойових вильотів на літаках Ла-5 і Ла-7, збив німецький літак — Focke-Wulf Fw 190, а також знищив 2 автомашини, 3 підводи і до 20 солдатів і офіцерів противника.
Перемогу зустрів у званні гвардії молодшого сержанта на посаді льотчика 41-го гвардійського винищувального авіаполку.
У березні 1946 року звільнений у запас. Після демобілізації повернувся до Москви, до вересня 1946 року працював препаратором у Московському інституті інженерів землеустрою. У вересні 1946 року вступив на механіко-математичний факультет МДУ. Учителем Большева був один з найвизначніших математиків ХХ століття, академік АН СРСР, Андрій Миколайович Колмогоров.
Після закінчення університету від 1951 до 1954 року навчався в аспірантурі відділення математики механіко-математичного факультету МДУ. Від січня 1951 року також — науковий співробітник Математичного інституту імені В. А. Стєклова АН СРСР.
Паралельно із заняттями в аспірантурі, у 1952 році Большев почав свою педагогічну діяльність: читав курс «Теорія ймовірностей», вів семінарські заняття, керував математичним практикумом і спеціальним семінаром на механіко-математичному факультеті МДУ. 1955 року під керівництвом Колмогорова успішно захистив кандидатську дисертацію на тему «До питання перевірки деяких складних статистичних гіпотез».
1955 року почав роботу в МГУ, на кафедрі теорії ймовірностей механіко-математичного факультету. Від 1955 року — асистент, від 1958 року — доцент кафедри теорії ймовірностей. У 1960 році перейшов на основну роботу в Математичний інститут імені В. А. Стєклова, де працював до самої смерті на посадах старшого наукового співробітника відділу математичної статистики (від 1960 до 1966 року) і завідувача відділом математичної статистики (від 1966 до 1978 року).
1966 року захистив докторську дисертацію на тему «Перетворення випадкових величин» і став доктором фізико-математичних наук.
Від 1967 до 1969 року був доцентом кафедри теорії ймовірностей МДУ. У 1969 році став професором цієї ж кафедри. Від 1970 до 1978 року також працював професором кафедри математичної статистики факультету обчислювальної математики і кібернетики МДУ.
26 листопада 1974 року обраний членом-кореспондентом Академії наук СРСР (відділення математики, спеціальність — «математика»).
Був членом Міжнародного статистичного інституту (від 1970 року), редакційної колегії журналу «Теорія ймовірностей і її застосування» (від 1967 року).
Помер від раку 29 серпня 1978 року. Похований на  Кунцевському цвинтарі.

## Наукова діяльність
Сфера наукових інтересів Большева — теорія ймовірностей, математична статистика та їх застосування.
Наукові праці Большева присвячені граничним теоремам і асимптотичним розкладанням розподілів ймовірностей, широко використовуваним у математичній статистиці, а також іншим суміжним теоретичним і прикладним проблемам. Йому вдалося побудувати теорію асимптотичних розкладань для основних розподілів ймовірностей, яку широко застосовують у прикладних і теоретичних дослідженнях.
Продовжив розпочату математиками Є. Є. Слуцьким і М. В. Смірновим роботу зі складання таблиць математичної статистики, необхідних для ймовірнісних статистичних розрахунків, і видання першої в країні серії таких таблиць. Брав участь в складанні і підготовці до видання в 1962 році МІАН словників — «Російсько-англійського словника математичних термінів» і «Англо-російського словника математичних термінів», входив до складу редколегії.
За час наукової діяльності Большев підготував 10 кандидатів наук і 3 докторів наук.

## Родина
Дід Большева, Логін Олександрович (1836–1880) — полковник, військовий топограф, дослідник Східного Сибіру, начальник військово-топографічного відділу Східно-Сибірського військового округу, був одружений з Катериною Костянтинівною Клодт.
Батько, Большев Микола Логінович — кадровий офіцер Російської імператорської армії, учасник Російсько-японської і Першої світової воєн, був нагороджений офіцерським Георгіївським хрестом з платиновими мечами. Від 1917 року а — на службі в Червоній армії, 1923 року вийшов у відставку, через два роки помер. Мати, Большева Єлизавета Германівна, до і після Жовтневого перевороту була службовцем, працювала старшим лаборантом в Московському інституті інженерів землеустрою, померла в 1950 році.
Дружина Большева, Клавдія Петрівна (1929–2006), працювала викладачем математики в Московському інженерно-фізичного інституті. Їхня донька, Надія (нар. 1956 року) — біолог.

## Нагороди
- Орден Червоної Зірки (16 травня 1945)[2]
- Орден «Знак Пошани» (1975)
- Медаль «За визволення Праги» (1945)
- Медаль «За взяття Берліна» (1945)
- Медаль «За перемогу над Німеччиною у Великій Вітчизняній війні 1941—1945 рр.» (1945)
- Медаль «20 років перемоги у Великій Вітчизняній війні 1941—1945 рр.» (1966)